# Pueblo tunecino
El pueblo tunecino o los tunecinos (árabe tunecino: توانسة Twensa), son un grupo étnico magrebí y nativo del noroeste de África, principalmente de Túnez, que hablan tunecino (Derja) y comparten una cultura e identidad tunecina común. Además, se ha establecido una diáspora tunecina con la migración moderna, particularmente en Europa occidental, a saber, Francia, Italia y Alemania.
Antes de la era moderna, los tunecinos eran conocidos como Afāriqah (africanos romanos), del antiguo nombre de Túnez, Ifriquiya o África en la antigüedad, que dio el nombre actual del continente de África.

## Historia
Numerosas civilizaciones y pueblos han invadido, migrado o asimilado a la población a lo largo de los milenios, con influencias de la población de fenicios / cartagineses, romanos, vándalos, griegos, árabes, normandos, italianos, españoles, turcos / janízaros, y Francés.

### África y Ifriquiya
Las primeras personas conocidas de la historia en lo que hoy es Túnez fueron personas bereberes de la cultura capsiense relacionadas con los numidianos. Los fenicios se establecieron en Túnez entre los siglos XII y II aC, fundaron la antigua Cartago. Los migrantes trajeron con ellos su cultura y lenguaje que se extendió progresivamente desde las áreas costeras de Túnez al resto de las áreas costeras del noroeste de África, la península ibérica y las islas del Mediterráneo. Desde el siglo VIII a. C., la mayoría de los tunecinos eran púnicos. Cuando Cartago cayó en el año 146 aC para los romanos, la población costera era principalmente púnica, pero esa influencia disminuyó lejos de la costa. Desde la época romana hasta la conquista islámica, los latinos, griegos y numidianos influyeron aún más en los tunecinos, que se llamaban Afariqa: africanos (romanos).
De la conquista musulmana del Magreb en 673, un pequeño número de árabes, persas y otras poblaciones del Medio Oriente se establecieron en Túnez, que fue llamada Ifriquiya, desde su antiguo nombre, la provincia romana de África. A principios del siglo XI, normandos del Reino de Sicilia se apoderaron de Ifriquiya y fundaron el Reino de África que duró desde 1135 hasta 1160. Los sicilianos y normandos se establecieron en Túnez, se mezclaron con la población y dieron lugar a un contacto de diferentes culturas entre el pueblo tunecino que dio a luz a la cultura normando-árabe-bizantina. Después de la Reconquista y la expulsión de no cristianos y Morisco de España, también llegaron muchos españoles musulmanes y judíos. Según Matthew Carr, "Hasta ochenta mil moriscos se establecieron en Túnez, la mayoría de ellos en la capital y en los alrededores, Túnez, que todavía contiene un cuarto conocido como Zuqaq al-Andalus, o el Callejón de Andalucía".

### Tunecinos
Durante los siglos XVII al XIX, Ifriqiya quedó bajo el dominio español, luego el dominio otomano y albergó a Morisco, luego a los inmigrantes italianos, desde 1609. Túnez se integró oficialmente en el Imperio Otomano como el Eyalet de Túnez (provincia), incluyendo eventualmente todo el Magreb, excepto Marruecos.
Bajo el Imperio Otomano, los límites del territorio habitado por los tunecinos se contrajeron; Ifriqiya perdió territorio al oeste (Constantina) y al este (Trípoli). En el siglo XIX, los gobernantes de Túnez se dieron cuenta de los esfuerzos en curso por la reforma política y social en la capital otomana. El Bey de Túnez entonces, según sus propias luces pero informado por el ejemplo turco, intentó realizar una reforma modernizadora de las instituciones y la economía. La deuda internacional tunecina creció inmanejable. Esta fue la razón o el pretexto para que las fuerzas francesas establecieran un Protectorado en 1881.
Un remanente de los siglos de dominio turco es la presencia de una población de origen turco, históricamente, los descendientes masculinos fueron referidos como Kouloughlis.

### República y Revolución
La independencia de Francia se logró el 20 de marzo de 1956. El Estado se estableció como monarquía constitucional con el Bey de Túnez, Muhammad VIII al-Amin Bey, como el rey de Túnez. En 1957, el Primer Ministro Habib Bourguiba abolió la monarquía y estableció firmemente su partido Neo-Destour (Nueva Constitución). En la década de 1970, la economía de Túnez se expandió a un ritmo muy saludable. El petróleo fue descubierto, y el turismo continuó. Las poblaciones de la ciudad y el campo se dibujaron aproximadamente igual en número. Sin embargo, los problemas agrícolas y el desempleo urbano llevaron a una mayor migración a Europa.
El Presidente Bourguiba, de 84 años, fue derrocado y reemplazado por Ben Ali su Primer Ministro el 7 de noviembre de 1987. Sin embargo, el régimen de Ben Ali llegó a su fin 23 años después, el 14 de enero de 2011, en los eventos de la Revolución tunecina, luego de manifestaciones a nivel nacional precipitadas por el alto desempleo, la inflación de alimentos, la corrupción, la falta de libertades políticas como la libertad de expresión, y pobres condiciones de vida.
Tras el derrocamiento de Ben Ali, los tunecinos eligieron una Asamblea Constituyente para redactar una nueva constitución, y un gobierno interino conocido como la Troika porque era una coalición de tres partidos; Partido del Renacimiento a la cabeza, con el centro-izquierda Congreso por la República y la izquierda Ettakatol como socios minoritarios. Sin embargo, se mantuvo el descontento generalizado, lo que llevó a la Crisis política de Túnez de 2013-2014. Como resultado de los esfuerzos realizados por el Cuarteto para el Diálogo Nacional Tunecino, la Asamblea Constituyente completó su trabajo, el gobierno interino renunció y se celebraron nuevas elecciones en 2014, completando la transición a un estado democrático. El Cuarteto para el Diálogo Nacional Tunecino recibió el Premio Nobel de la Paz 2015 por "su contribución decisiva a la construcción de una democracia pluralista en Túnez después de la Revolución tunecina de 2011".
Más allá de los cambios políticos, que llevaron a Túnez a convertirse en una democracia reconocida en 2014, esos eventos también trajeron cambios importantes en la cultura tunecina posterior a 2011.